# Dragan Kićanović
Dragan Kićanović (serbisch-kyrillisch Драган Кићановић; * 17. August 1953 in Čačak, SR Serbien) ist ein ehemaliger serbischer Basketballspieler. Mit der jugoslawischen Basketballnationalmannschaft wurde Kićanović 1980 Olympiasieger und 1978 Weltmeister sowie dreimal Europameister. Zudem gewann er mit seinen jeweiligen Vereinen zweimal den Korać-Cup sowie einmal den Saporta Cup. Nach seiner Karriere wurde Kićanović in die FIBA Hall of Fame aufgenommen.

## Karriere
Mit 19 Jahren wechselte Kićanović 1972 aus seiner Heimatstadt vom KK Borac zu Partizan nach Belgrad, wo er in der Folge ein formidables Duo mit Dražen Dalipagić bilden sollte. Mit Partizan gewann Kićanović drei jugoslawische Meisterschaften. Nach fünf vorherigen Vizemeisterschaften für den Verein gelang 1976 der erste Titelerfolg überhaupt. 1978 gewann man zunächst den Europapokalwettbewerb Korać-Cup durch den Finalsieg gegen den jugoslawischen Doublegewinner KK Bosna Sarajevo und 1979 das Triple aus Meisterschaft, Pokal und Korać-Cup. 1981 folgte eine weitere Meisterschaft, bei der Dalipagić bereits in der italienischen Serie A1 spielte, in die auch Kićanović im Anschluss wechselte, während Dalipagić zunächst für eine Spielzeit zu Partizan zurückkehrte. Mit Scavolini aus dem italienischen Pesaro gewann Kićanović nach einer italienischen Vizemeisterschaft 1982 den Saporta Cup 1983. In der Saison 1983/84 spielte er in Frankreich in der zweiten Liga für Racing Club in Paris. Anschließend beendete er seine Spielerkarriere.
Von 1984 an arbeitete Kićanović zehn Jahre lang als Sportdirektor von Partizan. Nach Meistertitel 1987, Euroleague-Final Four-Teilnahme 1988 und Korać-Cup-Gewinn 1989 musste auch Partizan den Abgang seiner talentiertesten Spieler wie Vlade Divac oder Žarko Paspalj in die NBA bzw. nach Griechenland hinnehmen. Kićanović machte 1991 den ebenfalls aus Čačak stammenden Željko Obradović zum neuen Trainer, der daraufhin mit 31 Jahren seine Spielerkarriere beendete. Mit einem Team aus jungen Spielern mit Altersschnitt 21,7 Jahre gewann der von Kićanović eingesetzte Trainerneuling in seinem ersten Jahr 1992 nicht nur das jugoslawische Double, was angesichts des hereingebrochenen Bürgerkriegs von geringerem Wert war, sondern auch den höchsten europäischen Titel in der Euroleague der Landesmeister. Von 1996 bis 2005 war Kićanović Präsident des NOK der Bundesrepublik Jugoslawien bzw. von Serbien und Montenegro.

## Nationalmannschaft
Nachdem Jugoslawien bei der WM 1970 im eigenen Lande trotz einer Niederlage gegen die sowjetische Basketballnationalmannschaft erstmals Weltmeister geworden war, gewann man bei der EM 1973 unter Beteiligung von Kićanović erstmals eine Basketball-Europameisterschaft nach vier zuvor erlittenen Finalniederlagen. Dem Titelerfolg gegen die gastgebende spanische Basketballnationalmannschaft, die zuvor die bei acht aufeinanderfolgenden Europameisterschaften triumphierende Sowjetunion im Halbfinale besiegte, folgten zwei weitere Europameistertitel, bei denen man selbst die Sowjetunion im Finale besiegen konnte. Auch bei der WM 1974 konnte man die Sowjetunion in der Finalrunde besiegen, jedoch den 1970 erstmals errungenen Titel nicht verteidigen, da man nach einer Niederlage gegen die Basketballnationalmannschaft der Vereinigten Staaten im Dreiervergleich das schlechtere Korbverhältnis gegenüber der Sowjetunion aufwies. Kićanović selbst wurde zum Most Valuable Player der WM 1974 gewählt.
Beim Olympiaturnier 1976, bei dem man die Sowjetunion erneut besiegen konnte, war man aber auf dem amerikanischen Kontinent im kanadischen Montreal den Vereinigten Staaten sowohl in der Vorrunde als auch im Finale deutlich unterlegen. 1978 gelang dann auch der WM-Triumph für Kićanović, als man erneut die Sowjetunion im Finale mit einem Punkt nach Verlängerung besiegen konnte. Kićanović Vereinskamerad Dalipagić wurde MVP und mit Kićanović und Krešimir Ćosić ins All-Tournament Team gewählt, der Auswahl der besten Spieler auf ihren jeweiligen Positionen. Entgegen manchem Vorurteil gegenüber der defensiven Ausrichtung der jugoslawischen Basketball-Schule brillierten die Jugoslawen unter Trainer Aleksandar Nikolić insbesondere in der Offensive und erzielten in fünf von sechs Finalrundenspielen mehr als 100 Punkte in regulärer Spielzeit bei einem Schnitt von gut 104 Punkten pro Spiel.
Im Jahr der größten Erfolge Partizans verlor man bei der EM 1979 erstmals wieder gegen die Sowjetunion in der Finalrunde und wegen einer knappen Vorrundenniederlage gegen israelische Basketballnationalmannschaft verpasste man aufgrund des verlorenen direkten Vergleichs das Finalspiel und musste sich mit der Bronzemedaille zufriedengeben. Bei den Olympischen Spielen 1980 in Moskau konnte man nicht nur über Gastgeber Sowjetunion, sondern auch über italienische Basketballnationalmannschaft im Finale triumphieren, in dem Kićanović innerhalb der jugoslawischen Auswahl die meisten Punkte mit 22 erzielte. Bei der nachfolgenden EM 1981 war man sowohl in Finalrunde als auch im Finalspiel gegen die Sowjetunion unterlegen. Bei der WM 1982 in Kolumbien holte man nach Finalrundenniederlagen gegen Sowjetunion und die USA im Spiel um den dritten Platz in einem High-Scoring-Game mit 119-117 gegen Spanien die Bronzemedaille. Kićanović erzielte mit 190 Punkten die meisten Punkte aller Spieler dieses Turniers und den höchsten Punkteschnitt aller Finalrundenteilnehmer. Kićanović letzte Endrundenteilnahme mit der jugoslawischen Nationalmannschaft bei der EM 1983 in Frankreich, wo er danach für ein Jahr spielte, endete erstmals medaillenlos auf einem für die erfolgsverwöhnte Mannschaft enttäuschenden siebten Platz.

## Ehrungen
Von den italienischen Sportzeitschriften Superbasket und La Gazzetta dello Sport wurde Kićanović in unterschiedlichen Wahlen übereinstimmend 1981 und 1982 zum europäischen Basketballer des Jahres gewählt. 2010 nahm ihn die FIBA in ihre Hall of Fame auf.